# Stoliari
Solianka (en rus: Столяры) és un poble (un possiólok) de l'óblast de Saràtov, a Rússia, segons el cens del 2010 tenia 131 habitants. Pertany al districte municipal d'Ozinki.